# Мацуяма (аэропорт)
Аэропорт Мацуяма (яп. 松山空港 Мацуяма ку:ко:, англ. Matsuyama Airport) — государственный узловой международный аэропорт в Японии, расположенный в городе Мацуяма префектуры Эхимэ. Начал работу в 1960 году. Специализируется на внутренних и международных авиаперевозках. Возник на базе аэропорта Императорского флота Японии, сооруженного в 1943 году.